# Fronda nobiliare

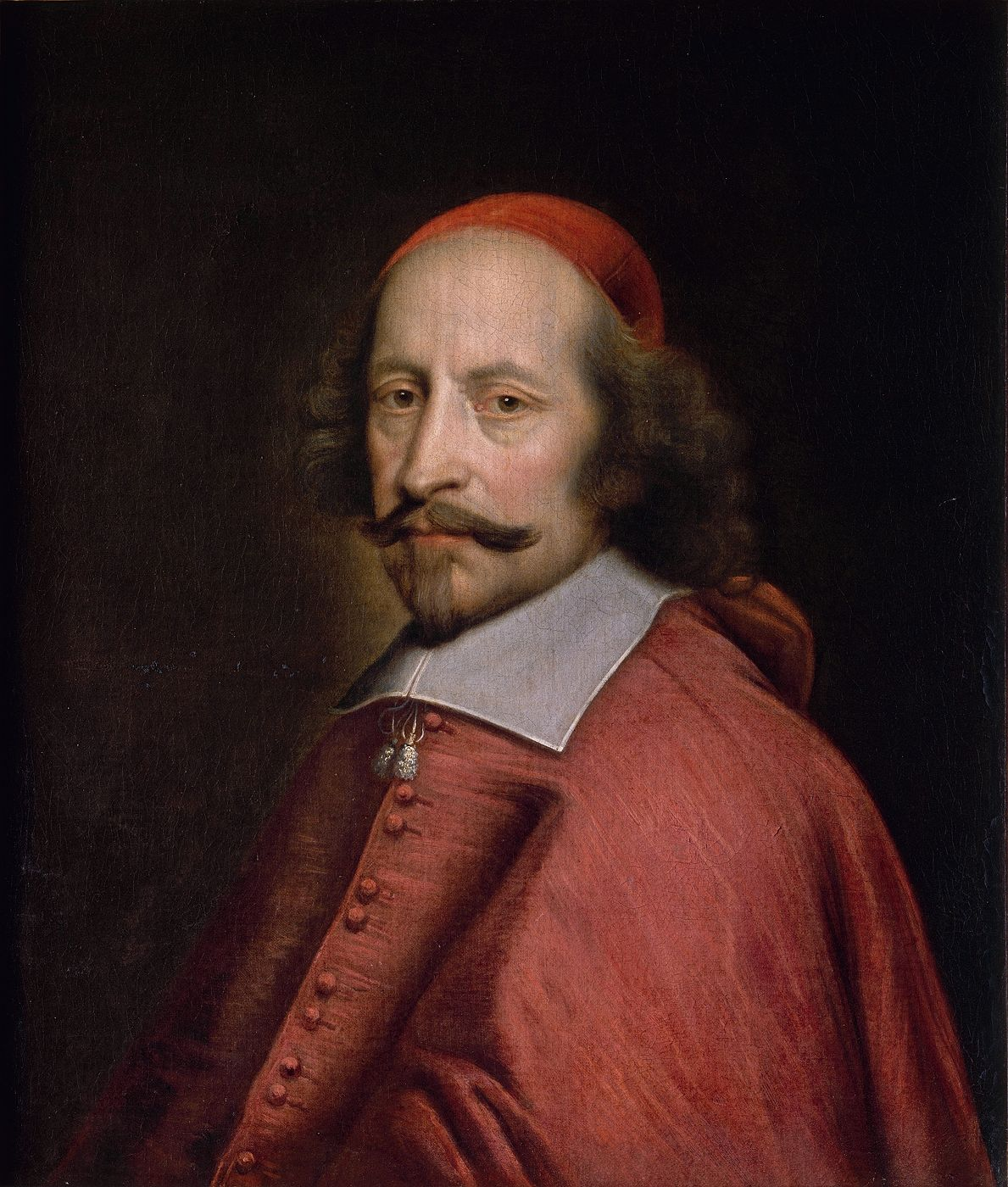
Il cardinale Giulio Mazzarino

La Fronda nobiliare (o Fronda dei prìncipi) fu la seconda fase di un ampio movimento di rivolta, la Fronda che ebbe quali antagonisti da una parte, la regina di Francia Anna d'Austria, reggente in nome del figlio Luigi XIV, con il cardinale Mazzarino, e dall'altra la nobiltà più importante di Parigi ed il Parlamento di Parigi. Essa iniziò nel 1648 e si sviluppò nella sua prima fase, la Fronda parlamentare per un paio di anni e 1 aprile 1649 con la pace di Rueil fra la reggente ed i rappresentanti del Parlamento. La seconda iniziò subito dopo (1649), fu decisamente più violenta e lunga della prima, mescolandosi in conflitti armati che ne conseguirono con la Guerra franco-spagnola, ed ebbe termine solo nel 1653 con la sconfitta dei prìncipi ribelli.

## L'arresto dei principi
La politica di riavvicinamento del cardinale Mazzarino ad alcuni dei primi frondisti, quali ad esempio il Gondi e il duca di Beaufort, portò il cardinale allo scontro con le potenti famiglie dei Borboni (il principe di Condé, il fratello di quest'ultimo, principe di Conti e il loro cognato Enrico II di Orléans-Longueville). Questo rimescolamento aprì una nuova fase della rivolta, che verrà chiamata Fronda nobiliare o Fronda dei prìncipi.

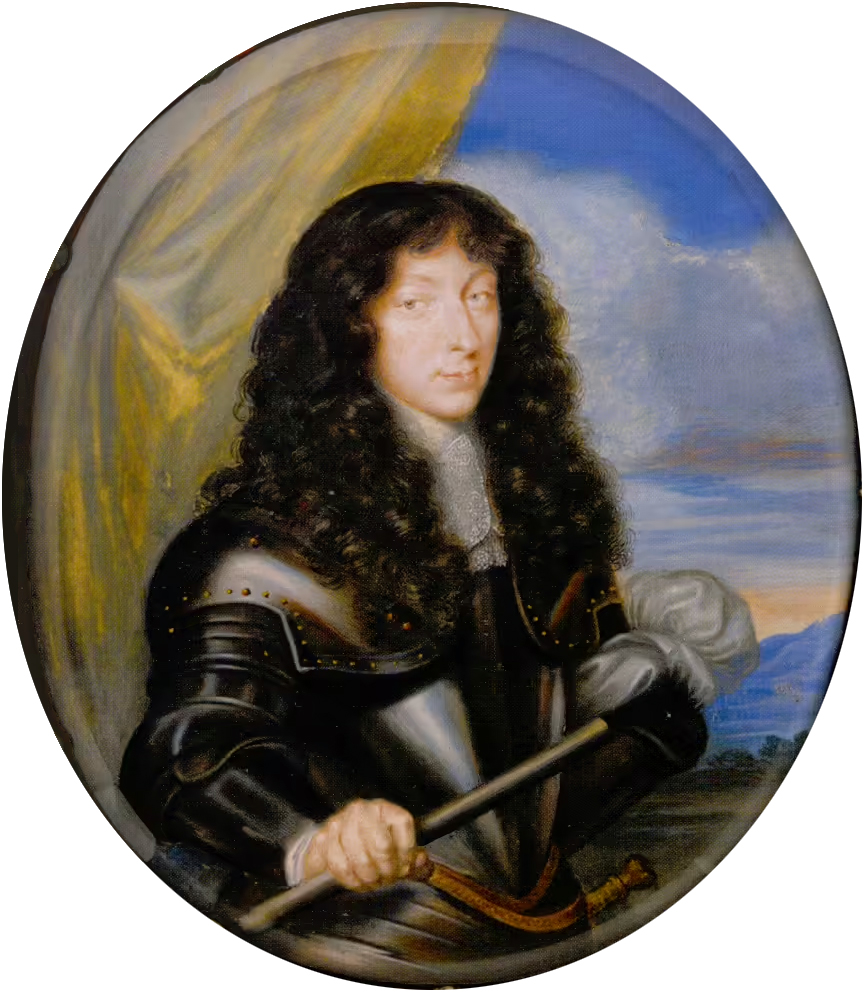
Armando di Borbone, principe di Conti, medaglione, v. 1650, opera di anonimo.

Il 18 gennaio 1650 il Mazzarino dispose l'arresto dei principi Luigi II di Borbone-Condé, del fratello Armando di Borbone-Conti e del cognato Enrico II di Orléans-Longueville. L'evento giunse come un fulmine a ciel sereno e provocò la sollevazione delle clientele dei tre esponenti dell'alta nobiltà e conseguentemente quella delle province ove erano sovrani. Madame de Longueville, sorella dei primi due e moglie del terzo fuggì in Normandia, che tentò invano di sollevare contro la corte. Ella raggiunse allora il visconte di Turenne a Stenay dopo un rientro da Bruxelles. Turenne consigliava di marciare sul Vincennes ov'erano rinchiusi i prigionieri, ma Mazzarino li trasferì a Le Havre.

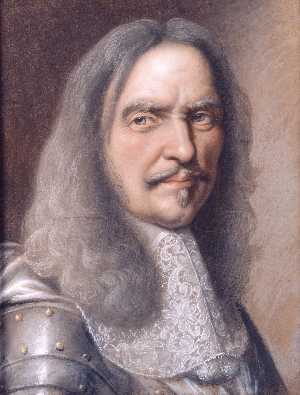
Henri de La Tour d'Auvergne, visconte di Turenne (1611-1675), di Robert Nanteuil, Parigi, Musée Carnavalet

Da parte loro il principe di Marcillac e il duca di Bouillon (fratello maggiore di Henri de La Tour d'Auvergne), cercarono di agitare il Poitou e il Limosino prima di raggiungere il bordolese. La principessa di Condé spingeva il Parlamento a opporsi ancora al governatore d'Épernon. La città fu posta sotto assedio nell'estate del 1650, ma fu concessa una tregua per la vendemmia.
Il 2 ottobre del 1650 Mazzarino firmava un compromesso di pace.
Ma quando il cardinale tornò a Parigi (15 novembre) la situazione era nuovamente mutata. Allorché essa era tornata favorevole alla corona all'inizio dell'anno, i libelli contro il cardinale italiano avevano ripreso a diffondersi. La sola soddisfazione per la corona fu il vedere nuovamente le armate dei prìncipi ribelli sconfitte a Rethel (15 dicembre 1650). Turenne fu sconfitto dal maresciallo du Plessis, ma ciò non impedì ai vecchi frondisti del Parlamento di unirsi ai prìncipi. Il 20 gennaio 1651 i parlamentari indirizzarono al re le loro rimostranze per ottenere la liberazione del Condé, del Conti e del Longueville. Per ottenere questa liberazione l'allontanamento del Mazzarino fu firmato un patto segreto fra Gastone d'Orléans, i frondisti e i partigiani dei prìncipi

### Mazzarino in esilio
Il 2 febbraio 1651 il duca d'Orléans, zio del re, rese pubblica la sua rottura con il cardinale e le due Fronde si unirono. Il Parlamento reclamò la libertà dei principi e ordinò ai marescialli di non obbedire ad altri che al duca.
Mazzarino fuggì da Parigi il 6 febbraio. Un nuovo decreto per il suo bando dal regno fu emesso dal Parlamento. Il re e la regina erano tenuti prigionieri al Palazzo reale e per far tacere le voci di una nuova fuga Luigi XIV (12 anni) fu esibito, nella notte fra il 9 e il 10 del mese alla folla mentre dormiva. Anna d'Austria accettò quindi di far liberare i tre principi che il 16 febbraio fecero il loro rientro trionfale in Parigi. Il 10 febbraio la nobiltà e il clero avevano intanto chiesto la convocazione degli Stati generali. Venne inoltre progettato un matrimonio fra il principe di Conti e Carlotta Maria, duchessa di Chevreuse (1627 – 1652).
Mazzarino si rifugiò intanto presso il principe elettore di Colonia, a Brühl. Egli continuò a governare la Francia tramite intensi contatti epistolari con Anne d'Austria, Le Tellier, Servien e Hugues de Lionne ma anche grazie ad altri suoi emissari quali l'abate Zongo Ondedei.
| Michel Le Tellier             | Abel Servien             | Hugues de Lionne             |
| Michel Le Tellier (1603-1685) | Abel Servien (1611-1675) | Hugues de Lionne (1611-1671) |
| (1603-1685)                   | (1611-1675)              | (1611-1671)                  |

Mazzarino suggerì (1º marzo 1651) alla regina di accettare la convocazione degli Stati Generali mentre i frondisti le imposero una dichiarazione reale che escludesse il cardinale dal Consiglio del re (20 aprile).
Di fronte alla prospettiva della convocazione degli Stati Generali i frondisti si divisero. Il visconte di Turenne e suo fratello, il duca di Bouillon, si riconciliarono con il re nel mese di maggio (Il duca di Bouillon ottenne di scambiare la città di Sedan con il ducato-parìa di Albret e di Château-Thierry). Gli altri prìncipi si misero a litigare con i parlamentari, con il vescovo-coadiutore di Parigi, Giovan Francesco Paolo di Gondi e con la Chevreuse. Anna d'Austria negoziava con il prelato parigino, che sperava sempre nella nomina a cardinale. Il principe di Condé si oppose alla regina e al vescovo-coadiutore. Nel luglio del 1651 il Condé tenne al castello di Saint-Maur, ove si era rifugiato temendo l'arresto, un'assemblea della nobiltà. Allorché il 7 settembre 1651 venne proclamata la maggiore età di Luigi XIV e quindi cessò il periodo di reggenza,  il Condé non si risolse ad abbassare le armi e si rivolse alla Spagna, allora in guerra con la Francia.

### La Fronda del Grand Condé

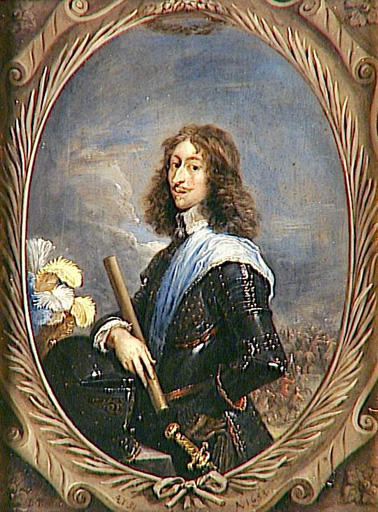
Luigi II di Borbone, principe di Condé), di David Teniers il Giovane, (senza data), Bruxelles

Il 6 settembre 1651 il principe di Condé si era ritirato a Trie-Château, presso il duca di Longueville. Il 26 ottobre egli firmò un contratto con gli spagnoli: promise di liberare un porto francese, Bourg-sur-Gironde, in cambio di 500.000 scudi per arruolare le truppe necessarie. Alla fine dell'anno il Condé controllava la Guienna (con Bordeaux come punto di appoggio), la Saintonge, l'Aunis, il Limosino, il Berry, la provincia di Alés e la città-ponte di Stenay sulla Mosa (per un ricongiungimento con le truppe imperiali)
Da parte sua Anna d'Austria, la regina-madre, accompagnata dal re e dal visconte di Turenne, installò la corte a Poitiers, per avvicinarsi alla base operativa del Condé (Bordeaux).
Parigi fu lasciata al Parlamento, al vescovo-coadiutore di Parigi Giovan Francesco Paolo di Gondi e allo zio del re Gastone d'Orléans. Il disordine divenne totale, poiché i parigini misero al bando dal regno i Condé e al contempo una taglia di 150.000 lire tornesi sulla testa del Mazzarino  Le truppe reali si occuparono ora del Condé, che venne sconfitto dal conte d'Harcourt à Cognac il 5 novembre 1651 e nell'inverno 1651/52 in Guienna.

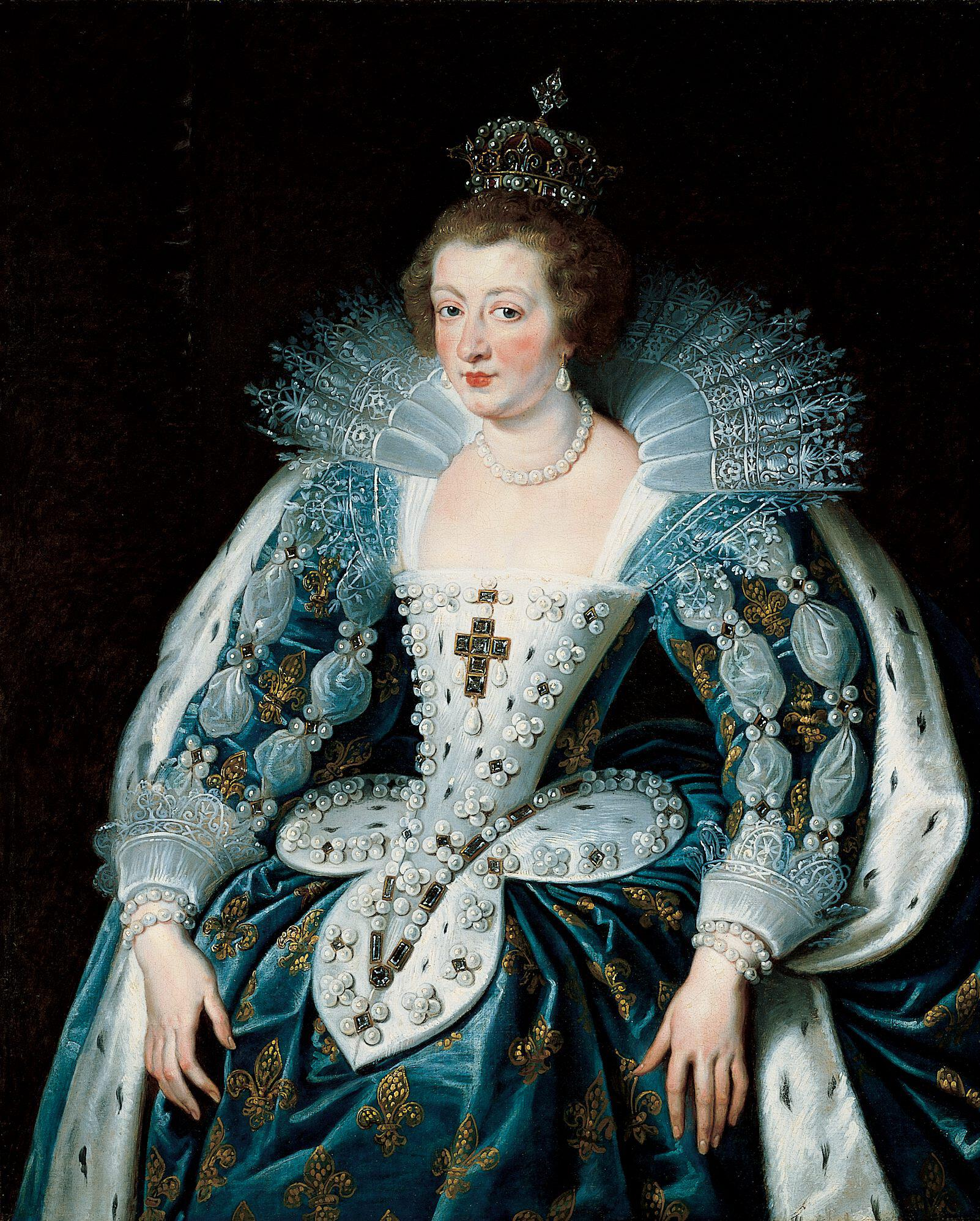
Anna d'Austria in un ritratto di Peter Paul Rubens

Nel gennaio del 1652 Anna d'Austria richiamò il Mazzarino e in febbraio la Corte decise di marciare su Parigi. Le truppe del Condé ne approfittarono per molestare la retroguardia dell'armata reale (battaglia di Bléneau, 7 aprile 1652). Turenne giunse a sbloccare la situazione: combatté attorno a Étampes e in maggio occupò Villeneuve-Saint-Georges per tagliare al Condé il collegamento con i lorenesi di Carlo IV, venuti in suo soccorso.

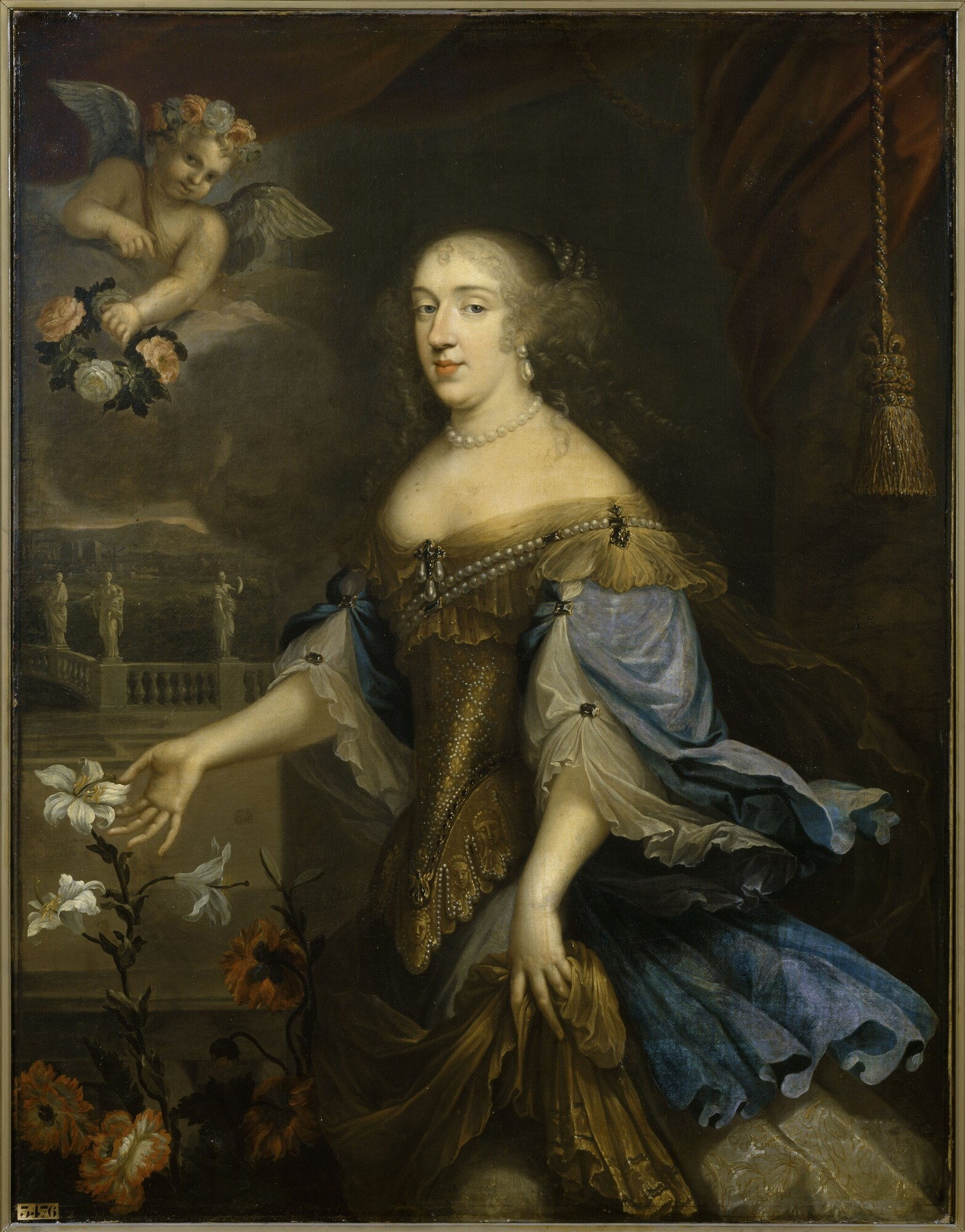
Anna Maria Luisa d'Orléans, duchessa di Montpensier, detta la grande Mademoiselle, di Gilbert de Sève

Intorno a Parigi le truppe realiste e quelle del Condé si dedicarono infine a una guerra di scaramucce. L'armata realista assediava Parigi mentre il Condé tentava di liberarla. Il 2 luglio, mentre, si svolgeva una battaglia nella Rue de Faubourg Saint-Antoine, la duchessa di Montpensier (detta la grande Mademoiselle,1627-1693) fece puntare i cannoni sulla cavalleria realista e sulle alture del quartiere di Charonne, dalle quali Luigi XIV e Mazzarino osservavano l'azione. Ciò permise a Condé di trovare un rifugio in città. Egli terrorizzò la città: l'Hôtel de Ville fu bruciato e i funzionari municipali massacrati da soldati travestiti da operai, in quanto favorevoli al re (4 luglio). Il Parlamento proclamò il 20 luglio Gastone d'Orléans luogotenente generale del regno.
Quindi solo il popolino rimase favorevole al Broussel e al Condé, mentre i notabili della città aspiravano al ritorno della tranquillità. Il re convocò il Parlamento fuori dalle mura, a Pontoise. Per togliere ogni pretesto ai parlamentari parigini, Mazzarino fece le viste di andarsene nuovamente in esilio: trasferitosi a Château-Thierry, se ne andò poi a Bouillon. Di fronte a un partito determinato a riportare l'ordine in Parigi (manifestazione del Palais-Royal, 24 settembre 1652), il Condé lasciò la città il 13 ottobre e partì per Bruxelles ove si mise al servizio della Spagna.

### Il rientro trionfale di Luigi XIV

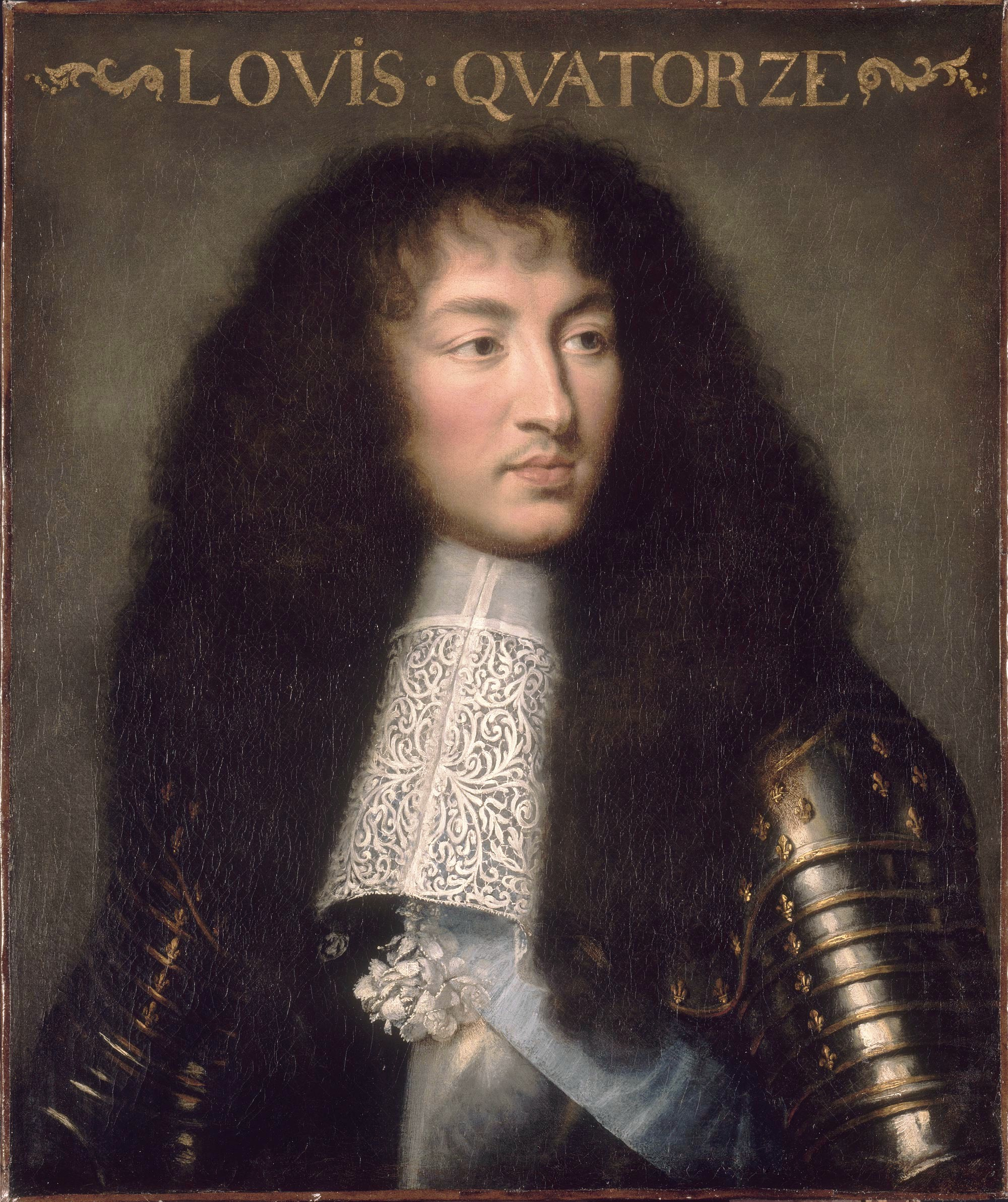
Luigi XIV, Re di Francia

Il 21 ottobre 1652 Luigi XIV faceva il suo ingresso trionfale in Parigi.
La dichiarazione del re del 12 novembre privava il principe di Condé della sua dignità di rango e della sua sovranità (il 27 marzo un decreto del Parlamento lo condannerà a morte). Dopo la Fronda continuò a vivere in esilio per sette anni (ottobre 1652 – novembre 1659), sostenendo di non essere contrario al re ma al cardinale Mazzarino. Solo nel 1659 si rimise alla clemenza del re. Una clausola del trattato dei Pirenei (7 novembre 1659) gli permise di recuperare i suoi titoli e i suoi beni. Il 27 gennaio 1660, ad Aix, egli si gettò ai piedi di Luigi XIV prima di ricevere la lettre d'abolition in suo favore e in quello dei suoi compagni. Quanto al fratello del Condé, il principe di Conti continuò la lotta dopo l'accordo che fu abbozzato a ottobre del 1659. Dichiarato colpevole di lesa maestà, abbassò le armi firmando la pace il 20 luglio 1653 a Pézenas. Si privò dei suoi benefici ecclesiastici e accettò di sposare la nipote di Mazzarino, Anna Maria Martinozzi (1637 – 1672) Con l'accordo di Pézenas terminava la rivolta della Fronda.

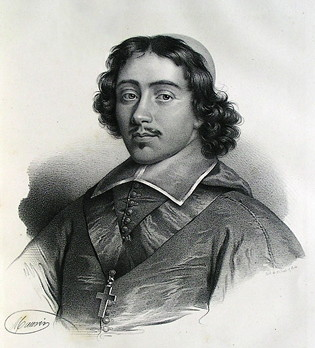
Giovan Francesco Paolo di Gondi, cardinale di Retz (1651), Ritratto di anonimo

Il Gondi, che era stato creato cardinale di Retz il 21 settembre 1651 da Papa Innocenzo X, fu gettato in prigione nel castello di Vincennes, quindi trasferito a Nantes, da dove nel 1654 riuscì a evadere trasferendosi a Roma.
La Duchessa di Longueville non conobbe la disgrazia. Alcune lettere patenti dell'aprile del 1653 confermavano il rango del marito fra quello dei principi del sangue e di duca e pari di Francia. La duchessa, rimasta vedova nel 1663, si ritirò dal mondo e divenne una figura di spicco di Port Royal.
Invece la Duchessa di Montpensier (Grande Mademoiselle) ricevette un ordine di esilio (21 ottobre 1652) e partì per il castello di Saint-Fargeau con le sue amiche frondiste (madame de Fiesque e madame de Frontenac). Ella vi risiedette fino al 1657 e si mise a scrivere le sue Mémoires.
Per ciò che riguarda la nobiltà di toga parigina, un lit de justice, che si tenne al Louvre e non a Palazzo, vietò ai magistrati di prendere conoscenza degli affari di stato. 
Infine il cardinale Mazzarino rientrò a Parigi il 3 febbraio 1653, acclamato da quei parigini che l'avevano tanto schernito con le loro mazarinade.